# Bolesław I Wysoki

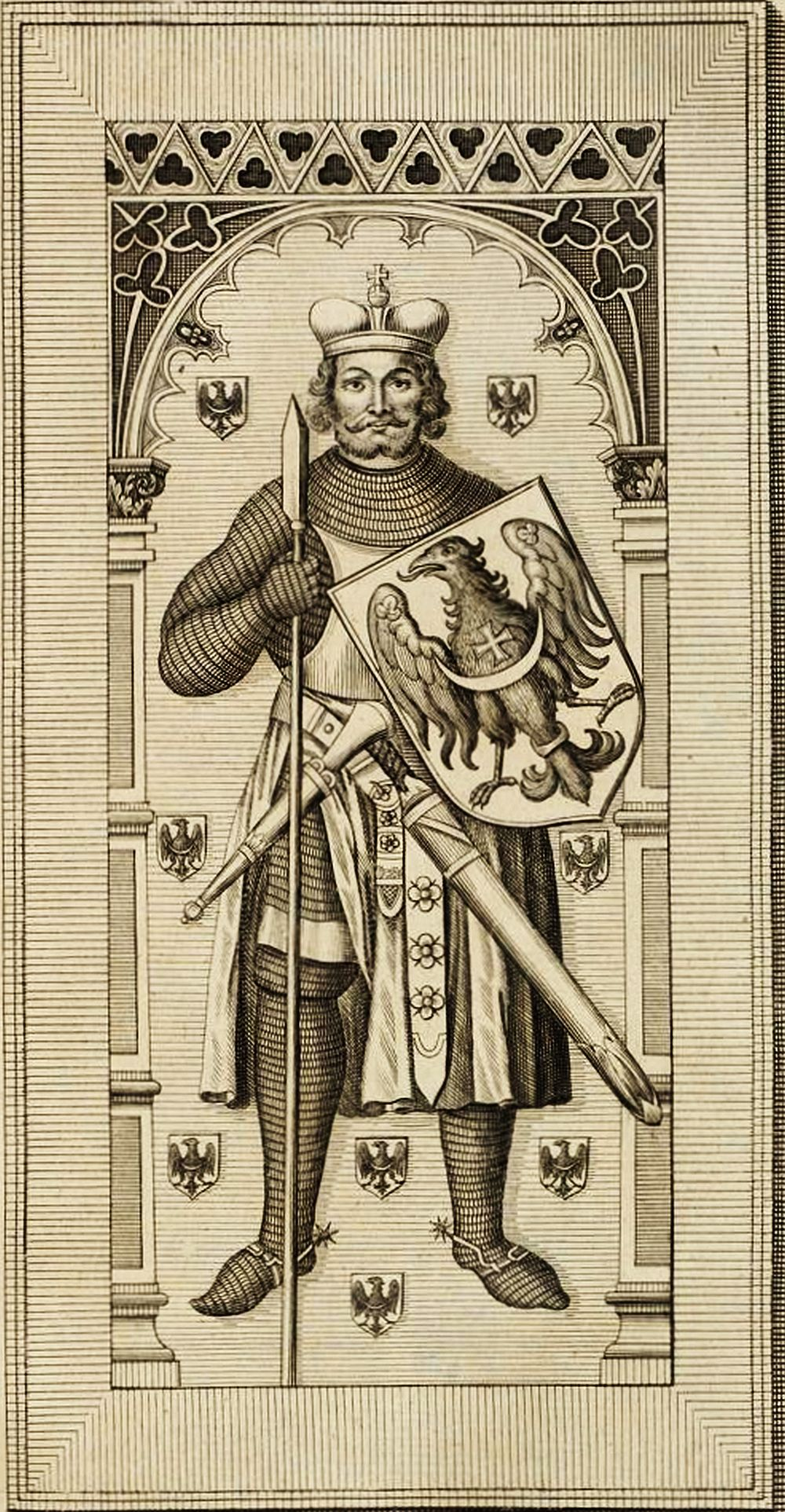
Płyta nagrobna Bolesława I Wysokiego

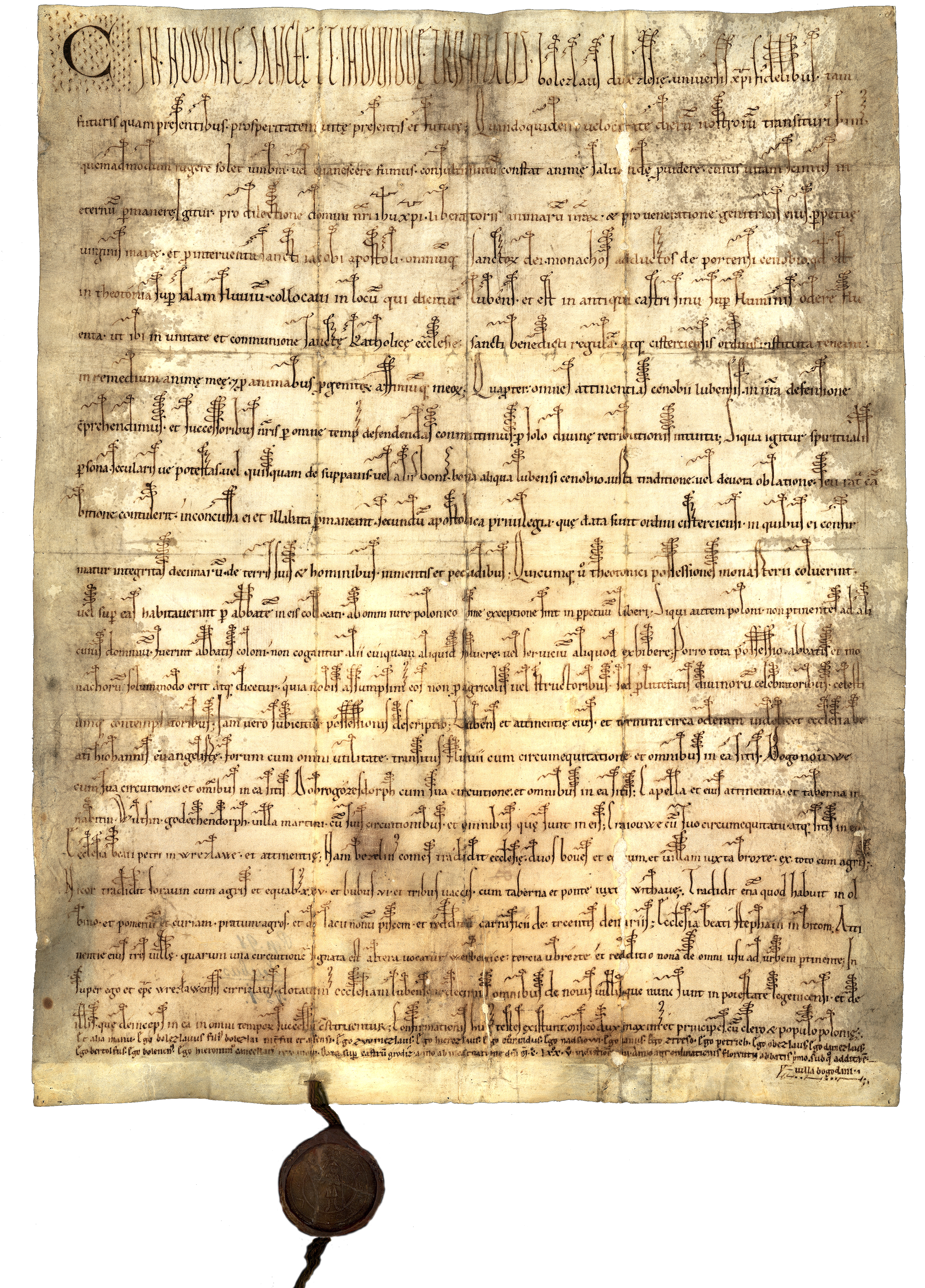
Dokument fundacyjny klasztoru cystersów w Lubiążu sygnowany przez Bolesława I Wysokiego księcia Śląska.

Bolesław I Wysoki (ur. w 1127, zm. 7 lub 8 grudnia 1201) – książę śląski w latach 1163–1201 (do 1166 bez głównych grodów prowincji, Dolny Śląsk w podziale 1173, w 1201 ponownie Opole, w latach 1177–ok. 1185 strata Głogowa); w latach 1146–1163, 1172–1173, 1177 na wygnaniu.

## Życiorys

### Pod opieką ojca
Bolesław był najstarszym synem Władysława Wygnańca i jego żony Agnieszki z Babenbergów, córki Leopolda III Babenberga, margrabiego Austrii. Dzieciństwo Bolesław spędził zapewne na dworze dziadka, Bolesława Krzywoustego w Płocku. Dopiero w 1138 roku, po jego śmierci, przeniósł się wraz z rodzicami do stolicy dzielnicy senioralnej tzn. Krakowa.
Panowanie jego ojca, najstarszego syna Krzywoustego miało okazać się niezwykle krótkie i burzliwe. Źródłem konfliktu były obawy młodszych synów Krzywoustego, Bolesława i Mieszka o pozbawienie ich wydzielonych przez ojca dzielnic. Według kronikarza Wincentego Kadłubka konfrontację między rodzeństwem podsycały żona najstarszego Władysława, Agnieszka uważająca, że jej mężowi należy się całość władzy oraz matka młodszych braci, wdowa po Krzywoustym, Salomea z Bergu obawiająca się przyszłość swych synów w przypadku przejęcia władzy przez Władysława.

### Pierwsze małżeństwo
Pierwszy konflikt wybuchł w 1141 roku, kiedy Salomea z Bergu bez wiedzy seniora dynastii Władysława Wygnańca usiłowała wydać za mąż za księcia kijowskiego swoją najmłodszą córkę Agnieszkę. Władysław był jednak szybszy i jako książę zwierzchni miał kilka dodatkowych atutów w związku z czym w 1142 doszło do ślubu, ale nie Agnieszki tylko liczącego 15 lat Bolesława Wysokiego z córką księcia ruskiego Wsiewołoda Olegowicza, Zwinisławą.

### Wyprawa na Ruś
Sojusz polsko-ruski w związku ze zbliżającą się konfrontacją seniora (Władysława II) z juniorami (Bolesławem IV i Mieszkiem III) już wkrótce okazał się niezwykle ważny. Do wybuchu wojny doszło już rok po śmierci Salomei, w 1145 roku. Wydawało się, że pokonanie juniorów w związku z przewagą militarną Władysława Wygnańca jest tylko kwestią czasu. Władysław był na tyle pewny siebie, że wysłał najstarszego syna Bolesława z pomocą na Ruś, by udzielić wsparcia walczącemu o tron kijowski Wsiewołodowi.
Wyprawa osobiście dowodzona przez Bolesława zakończyła się fiaskiem w związku ze śmiertelną chorobą księcia kijowskiego i powstałym z tego powodu zamieszaniem na Rusi. W krytycznych wydarzeniach pod Poznaniem w 1146 roku, dzięki tym okolicznościom wzięły udział tylko nieliczne oddziały zwerbowane przez Bolesława, co wobec powszechnego buntu możnowładców przeciwko władzy Władysława Wygnańca zakończyło się pełnym zwycięstwem juniorów i ucieczką najstarszego syna Bolesława Krzywoustego do Niemiec. Bolesław Wysoki zapewne udał się tam wkrótce za rodzicami i młodszym rodzeństwem prosto z Kijowa.

### Nieudana próba restauracji
Początkowo wydawało się, że wygnanie potrwa tylko parę miesięcy, gdy Agnieszce Babenberg dzięki koneksjom rodzinnym udało się załatwić szybką pomoc króla niemieckiego Konrada III, jednak w pośpiechu zorganizowana wyprawa (która nie zdołała przekroczyć linii Odry), opór przed wyprawą przeciwko Polsce pogranicznych margrabiów, wreszcie trudności Konrada w Niemczech spowodowały, że pobyt wygnańców znacznie się przedłużył. Władysław Wygnaniec otrzymał wtedy od swojego protektora zamek Altenburg w Saksonii, jako swoją tymczasową siedzibę, jak się jednak wkrótce okazało miał tutaj spędzić resztę swojego życia.

### Rycerz na dworze Konrada III i Fryderyka Barbarossy
W czasie, kiedy Władysław Wygnaniec przebywał w Altenburgu, jego najstarszy syn znalazł się na dworze króla Konrada III. Razem ze swoim możnym protektorem Bolesław wziął udział w większości ówczesnych wydarzeń politycznych w cesarstwie. W 1148 roku pojechał razem z władcą Niemiec do Palestyny na II wyprawę krzyżową, podczas której zwiedził m.in. Konstantynopol i Ziemię Świętą.
Konrad III zmarł w 1152 roku nie zdoławszy zapewnić rodzinie Władysława powrotu do kraju. Jego następcą został energiczny bratanek Fryderyk I Barbarossa, na którego służbę niemal od razu wstąpił Bolesław. Pierwszymi krokami nowego niemieckiego władcy nie była jednak pomoc dla wygnańców politycznych z Polski, a umocnienie własnej władzy i zorganizowanie wyprawy po koronę cesarską do Rzymu. W wyprawie tej u boku Fryderyka wziął udział także Bolesław.

### Wyprawa Barbarossy na Polskę
Dopiero dwa lata później w 1157 roku Fryderykowi Barbarossie udało się zorganizować wyprawę przeciwko Polsce rządzonej od 11 lat przez Bolesława Kędzierzawego i Mieszka Starego. Nie wiadomo czy w wojnie wzięli bezpośredni udział Władysław Wygnaniec i jego synowie. W każdym razie wynik konfrontacji, mimo zwycięstwa militarnego Fryderyka i upokarzającej dla Bolesława Kędzierzawego ceremonii w Krzyszkowie był dla starzejącego się Władysława zupełnie niezadowalający, gdyż niejako zalegalizował rządy juniorów w kraju. Była to też ostatnia próba restauracji rządów Władysława w Polsce, gdyż dwa lata później w maju 1159 roku pierwszy senior dynastii zmarł na zamku w Altenburgu.

### Przywrócenie dzielnicy śląskiej Bolesławowi Wysokiemu
Pomimo zawiedzenia swoich nadziei na szybki powrót do kraju Bolesław Wysoki pozostał na dworze cesarza, uczestnicząc w jego licznych wojnach. W latach 1158–1162 wziął udział w wyprawie Fryderyka do Włoch, gdzie zdobył sławę pod murami Mediolanu zabijając w pojedynku znanego włoskiego rycerza.
Wierna służba cesarzowi zaowocowała w roku 1163, kiedy to Fryderykowi, tym razem drogą dyplomatyczną, (do podpisania układu doszło w Norymberdze) udało się wymusić na Bolesławie Kędzierzawym powrót Władysławowiczów do ich dziedzicznej dzielnicy tj. na Śląsk). Powodem, dla którego tym razem Bolesław Kędzierzawy zgodził się przyjąć wygnańców był fakt, że po śmierci Władysława, jego synowie, jako młodsi od niego i niemający w Polsce poparcia bezpośrednio nie zagrażali jego władzy, a powrót Bolesława na Śląsk neutralizował ostatecznie niebezpieczeństwo niemieckiej interwencji.
Bolesław Kędzierzawy postanowił zresztą odpowiednio zabezpieczyć swoją pozycję zatrzymując załogi wojskowe w głównych grodach śląskiej prowincji (chodziło zapewne o Wrocław, Opole, Racibórz, Głogów i Legnicę).
Wraz z Bolesławem Wysokim na Śląsk powróciła jego najbliższa rodzina – dzieci z pierwszego małżeństwa, druga żona, (Zwinisława już nie żyła od jakiegoś czasu a Bolesław ożenił się po raz drugi z niejaką Krystyną, pochodzącą z niezbyt bogatego średnioniemieckiego rodu), oraz młodszy brat Mieszko Plątonogi. Drugi brat Konrad pozostał zapewne w Niemczech.
Bracia Bolesław i Mieszko rządzili początkowo wspólnie. Większość władzy skupił jednak w swoim ręku bardziej wyrobiony politycznie i starszy Bolesław. Jego pierwszą siedzibą był przypuszczalnie Wleń, gdzie Bolesław Wysoki zbudował pierwszy w Polsce murowany zamek. W trzy lata po objęciu władzy Władysławowicze, w 1166 roku, poczuli się na tyle silni by zbrojnie odebrać dzierżone przez seniora dynastii główne grody prowincji i odeprzeć jego wyprawę odwetową, mimo oblężenia zamku we Wleniu.

### Bunt Mieszka Plątonogiego
Sprawowanie przez Bolesława pełni władzy, kosztem młodszego brata, wywołało w 1172 roku bunt niezadowolonego z tego obrotu sprawy Mieszka Plątonogiego. Stryja wsparł również najstarszy syn Bolesława Wysokiego Jarosław zagrożony wydziedziczeniem w związku z intrygami macochy pragnącej przekazania całości dziedzictwa męża swoim własnym synom (w tym celu Jarosław został nawet wyświęcony na księdza). Bunt całkowicie zaskoczył Bolesława, który znalazł się na ponownej emigracji politycznej w Erfurcie w Niemczech. Także tym razem Fryderyk Barbarossa zdecydował się wesprzeć Wysokiego i zagroził interwencją zbrojną jeżeli tron nie zostanie Bolesławowi zwrócony i nie otrzyma on zadośćuczynienia za obrazę cesarskiego majestatu. Ostatecznie do Niemiec udał się w zastępstwie chorego Bolesława Kędzierzawego Mieszko Stary, który zapłacił cesarzowi ogromny okup 8000 grzywien srebra i obiecał umożliwić powrót Bolesława do kraju. Bolesław Wysoki ostatecznie powrócił na początku 1173 roku na Śląsk, musiał jednak pogodzić się z wydzieleniem bratu dzielnicy raciborskiej i synowi dzielnicy opolskiej.

### Bunt przeciwko Mieszkowi III Staremu
Cztery lata później wydawało się, że Bolesław jest bliski zrealizowania celu swojego życia – zdobycia tronu senioralnego. Książę śląski, wspólnie z księciem sandomierskim Kazimierzem Sprawiedliwym i najstarszym synem Mieszka Starego – Odonem zawiązali spisek który miał pozbawić władzy seniora dynastii Mieszka Starego. Zamach w Małopolsce, którą opanował Kazimierz i wkrótce potem w Wielkopolsce zdobytej przez Odona powiódł się znakomicie. Niespodziewanie klęskę poniósł jednak Bolesław Wysoki, zaskoczony atakiem na swoje tyły ze strony Mieszka Plątonogiego i syna Jarosława. Na kolejne już w swoim życiu wygnanie Bolesław udał się do Krakowa, na dwór Kazimierza Sprawiedliwego. Tym razem trwało ono krótko, zaledwie kilka miesięcy, gdyż jeszcze w 1177 roku Bolesław powrócił do swojej dzielnicy dzięki mediacji Kazimierza, musiał się jednak zgodzić na dalsze uszczuplenie swojej władzy i wydzielenie dzielnicy głogowskiej drugiemu bratu Konradowi.

### Rezygnacja z aktywnej polityki
Klęska ta ostatecznie spowodowała zmianę horyzontów politycznych Bolesława. Odtąd nie widzimy angażowania się księcia śląskiego w sprawy ogólnopolskie. Dolny Śląsk udało się mu wprawdzie zjednoczyć już około 1185 roku, po śmierci brata, Konrada, lecz nie widzimy jego aktywności w walkach o Kraków w latach 1190, czy 1194–1195.
Lata osiemdziesiąte i dziewięćdziesiąte XII wieku Bolesław poświęcił na działalność ekonomiczno-gospodarczą. Rozpoczął kolonizację ubogich puszczańskich obszarów niemieckimi kolonistami, co w zasadniczy sposób przyśpieszyło rozwój gospodarczy księstwa. Kierunek tej polityki kontynuował później z powodzeniem jego syn Henryk I Brodaty. W tym czasie Bolesław założył również klasztor cystersów (sprowadzonych z niemieckiej Pforty) w Lubiążu, który miał się stać rodową nekropolią. Za rządów Bolesława dynamicznie rozwijały się również główne ośrodki księstwa – Wrocław, Głogów, Legnica, Złotoryja i inne.

### Uzyskanie papieskiej bulli
W celu zabezpieczenia swojego państwa przed zakusami innych Piastów w 1198 roku Bolesław wystarał się o bullę protekcyjną papieża Innocentego III. Udało mu się pogodzić także z najstarszym synem Jarosławem, dla którego wystarał się o biskupstwo wrocławskie. Krok ten umożliwił mu po śmierci syna 22 marca 1201 roku na powrót przyłączyć dzielnicę opolską do swojego księstwa.

## Rodzina

### Małżeństwa i potomstwo
Bolesław dwukrotnie zawierał małżeństwo: z pierwszą żoną Zwinisławą miał dwójkę dzieci: syna Jarosława (zm. 1201) i Olgę (zm. w dzieciństwie).
Z drugą żoną – Krystyną miał siedmioro dzieci, z których pięcioro zmarło w młodości bądź dzieciństwie (Berta, Bolesław, Konrad, Jan i Władysław), oraz Adelajdę Zbysławę – żonę Dypolda II oraz późniejszego następcę – Henryka I Brodatego.

### Genealogia
| Bolesław III Krzywousty ur. 20 VIII 1086 zm. 28 X 1138 | Bolesław III Krzywousty ur. 20 VIII 1086 zm. 28 X 1138 |                                               |                                               | Zbysława Światopełkówna ur. między 1085 a 1090 zm. zap. 1144 | Zbysława Światopełkówna ur. między 1085 a 1090 zm. zap. 1144 |  |  | Leopold III Święty ur. 1073 zm. 15 XI 1136 | Leopold III Święty ur. 1073 zm. 15 XI 1136 |                                                       |                                                       | Agnieszka von Waiblingen ur. pod koniec 1072 zm. 24 IX 1143 | Agnieszka von Waiblingen ur. pod koniec 1072 zm. 24 IX 1143 |
|                                                        |                                                        |                                               |                                               |                                                              |                                                              |  |  |                                            |                                            |                                                       |                                                       |                                                             |                                                             |
|                                                        |                                                        |                                               |                                               |                                                              |                                                              |  |  |                                            |                                            |                                                       |                                                       |                                                             |                                                             |
|                                                        |                                                        | Władysław II Wygnaniec ur. 1105 zm. 30 V 1159 | Władysław II Wygnaniec ur. 1105 zm. 30 V 1159 |                                                              |                                                              |  |  |                                            |                                            | Agnieszka Babenberg ur. ok. 1111 zm. 24 lub 25 I 1163 | Agnieszka Babenberg ur. ok. 1111 zm. 24 lub 25 I 1163 |                                                             |                                                             |
|                                                        |                                                        |                                               |                                               |                                                              |                                                              |  |  |                                            |                                            |                                                       |                                                       |                                                             |                                                             |
|                                                        |                                                        |                                               |                                               |                                                              |                                                              |  |  |                                            |                                            |                                                       |                                                       |                                                             |                                                             |
|                                                        |                                                        |                                               |                                               |                                                              |                                                              |  |  |                                            |                                            |                                                       |                                                       |                                                             |                                                             |

|                                                       |                                                       | 1 Zwinisława ur. ? zm. między 1155 a 1160 OO 1141 lub 1142 | 1 Zwinisława ur. ? zm. między 1155 a 1160 OO 1141 lub 1142 | Bolesław I Wysoki (ur. 1127, zm. 7 lub 8 XII 1201)      | Bolesław I Wysoki (ur. 1127, zm. 7 lub 8 XII 1201)      | 2 Krystyna ur. przed 1150 zm. 23 II między 1204 a 1208 OO 1160?  | 2 Krystyna ur. przed 1150 zm. 23 II między 1204 a 1208 OO 1160?  |                                                            |                                                            |
|                                                       |                                                       |                                                            |                                                            |                                                         |                                                         |                                                                  |                                                                  |                                                            |                                                            |
|                                                       |                                                       |                                                            |                                                            |                                                         |                                                         |                                                                  |                                                                  |                                                            |                                                            |
|                                                       | 1                                                     |                                                            | 1                                                          |                                                         | 2                                                       |                                                                  | 2                                                                |                                                            | 2                                                          |
| Jarosław ur. między 1143 a 1160 zm. 22 III 1201       | Jarosław ur. między 1143 a 1160 zm. 22 III 1201       | Olga ur. zap. między 1155 a 1160 zm. między 1175 a 1180    | Olga ur. zap. między 1155 a 1160 zm. między 1175 a 1180    | Berta ur. po 1160 zm. 7 V po 1174                       | Berta ur. po 1160 zm. 7 V po 1174                       | Bolesław ur. między 1157 a 1163 zm. 2 lub 3 V między 1175 a 1181 | Bolesław ur. między 1157 a 1163 zm. 2 lub 3 V między 1175 a 1181 | Konrad ur. między 1160 a 1168 zm. 5 VII między 1175 a 1190 | Konrad ur. między 1160 a 1168 zm. 5 VII między 1175 a 1190 |
|                                                       | 2                                                     |                                                            | 2                                                          |                                                         | 2                                                       |                                                                  | 2                                                                |                                                            |                                                            |
| Jan ur. zap. między 1161 a 1169 zm. 10 III przed 1174 | Jan ur. zap. między 1161 a 1169 zm. 10 III przed 1174 | Adelajda Zbysława ur. między 1157 a 1166 zm. 29 III 1213   | Adelajda Zbysława ur. między 1157 a 1166 zm. 29 III 1213   | Henryk I Brodaty ur. między 1165 a 1170 zm. 19 III 1238 | Henryk I Brodaty ur. między 1165 a 1170 zm. 19 III 1238 | Władysław ur. zap. po 1180 zm. przed 1199                        | Władysław ur. zap. po 1180 zm. przed 1199                        |                                                            |                                                            |

## Śmierć Bolesława I Wysokiego
Bolesław I Wysoki niewiele przeżył najstarszego syna – zmarł 7 lub 8 grudnia 1201 roku na swoim zamku w Leśnicy. Został pochowany w wybudowanym przez siebie klasztorze w Lubiążu, gdzie do dzisiaj zachowała się późniejsza płyta nagrobna.

## Przodkowie
|  |                          |  |  |  |  |  |  |  |  | Władysław I Herman |  |  |  |
|  |                          |  |  |  |  |  |  |  |  |                    |  |  |  |
|  |                          |  |  |  |  |  |  |  |  |                    |  |  |  |
|  |                          |  |  |  |  |  |  |  |  |                    |  |  |  |
|  | Bolesław III Krzywousty  |  |  |  |  |  |  |  |  |                    |  |  |  |
|  |                          |  |  |  |  |  |  |  |  |                    |  |  |  |
|  |                          |  |  |  |  |  |  |  |  |                    |  |  |  |
|  |                          |  |  |  |  |  |  |  |  |                    |  |  |  |
|  | Judyta Przemyślidka      |  |  |  |  |  |  |  |  |                    |  |  |  |
|  |                          |  |  |  |  |  |  |  |  |                    |  |  |  |
|  |                          |  |  |  |  |  |  |  |  |                    |  |  |  |
|  |                          |  |  |  |  |  |  |  |  |                    |  |  |  |
|  | Władysław II Wygnaniec   |  |  |  |  |  |  |  |  |                    |  |  |  |
|  |                          |  |  |  |  |  |  |  |  |                    |  |  |  |
|  |                          |  |  |  |  |  |  |  |  |                    |  |  |  |
|  |                          |  |  |  |  |  |  |  |  |                    |  |  |  |
|  | Światopełk II Michał     |  |  |  |  |  |  |  |  |                    |  |  |  |
|  |                          |  |  |  |  |  |  |  |  |                    |  |  |  |
|  |                          |  |  |  |  |  |  |  |  |                    |  |  |  |
|  |                          |  |  |  |  |  |  |  |  |                    |  |  |  |
|  | Zbysława                 |  |  |  |  |  |  |  |  |                    |  |  |  |
|  |                          |  |  |  |  |  |  |  |  |                    |  |  |  |
|  |                          |  |  |  |  |  |  |  |  |                    |  |  |  |
|  |                          |  |  |  |  |  |  |  |  |                    |  |  |  |
|  | NN                       |  |  |  |  |  |  |  |  |                    |  |  |  |
|  |                          |  |  |  |  |  |  |  |  |                    |  |  |  |
|  |                          |  |  |  |  |  |  |  |  |                    |  |  |  |
|  |                          |  |  |  |  |  |  |  |  |                    |  |  |  |
|  | Bolesław I Wysoki        |  |  |  |  |  |  |  |  |                    |  |  |  |
|  |                          |  |  |  |  |  |  |  |  |                    |  |  |  |
|  |                          |  |  |  |  |  |  |  |  |                    |  |  |  |
|  |                          |  |  |  |  |  |  |  |  |                    |  |  |  |
|  | Leopold II Piękny        |  |  |  |  |  |  |  |  |                    |  |  |  |
|  |                          |  |  |  |  |  |  |  |  |                    |  |  |  |
|  |                          |  |  |  |  |  |  |  |  |                    |  |  |  |
|  |                          |  |  |  |  |  |  |  |  |                    |  |  |  |
|  | Leopold III Święty       |  |  |  |  |  |  |  |  |                    |  |  |  |
|  |                          |  |  |  |  |  |  |  |  |                    |  |  |  |
|  |                          |  |  |  |  |  |  |  |  |                    |  |  |  |
|  |                          |  |  |  |  |  |  |  |  |                    |  |  |  |
|  | Ida von Ratelberg        |  |  |  |  |  |  |  |  |                    |  |  |  |
|  |                          |  |  |  |  |  |  |  |  |                    |  |  |  |
|  |                          |  |  |  |  |  |  |  |  |                    |  |  |  |
|  |                          |  |  |  |  |  |  |  |  |                    |  |  |  |
|  | Agnieszka Babenberg      |  |  |  |  |  |  |  |  |                    |  |  |  |
|  |                          |  |  |  |  |  |  |  |  |                    |  |  |  |
|  |                          |  |  |  |  |  |  |  |  |                    |  |  |  |
|  |                          |  |  |  |  |  |  |  |  |                    |  |  |  |
|  | Henryk IV Salicki        |  |  |  |  |  |  |  |  |                    |  |  |  |
|  |                          |  |  |  |  |  |  |  |  |                    |  |  |  |
|  |                          |  |  |  |  |  |  |  |  |                    |  |  |  |
|  |                          |  |  |  |  |  |  |  |  |                    |  |  |  |
|  | Agnieszka von Waiblingen |  |  |  |  |  |  |  |  |                    |  |  |  |
|  |                          |  |  |  |  |  |  |  |  |                    |  |  |  |
|  |                          |  |  |  |  |  |  |  |  |                    |  |  |  |
|  |                          |  |  |  |  |  |  |  |  |                    |  |  |  |
|  | Berta Sabaudzka          |  |  |  |  |  |  |  |  |                    |  |  |  |
|  |                          |  |  |  |  |  |  |  |  |                    |  |  |  |
|  |                          |  |  |  |  |  |  |  |  |                    |  |  |  |